# Georges Hoentschel
Georges Hoentschel (1855-1915) foi um arquiteto-decorador e colecionador de arte francês.
Como decorador, ele teve o privilégio de criar interiores para várias personalidades aristocráticas francesas e estrangeiras que reinavam na sua época, entre elas, o duque de Gramont, o conde Robert de Montesquiou, a condessa de Ganay, o rei da Grécia, e o imperador do Japão.
Ele foi o responsável pela construção do pavilhão de Artes decorativas da histórica Exposição Universal de 1900 em Paris.
Enquanto colecionador de arte, 1882 peças da sua coleção que faziam parte das galerias do seu hotel particular ao boulevard Flandrin, foram doadas ao banqueiro americano John Pierpont Morgan (1837-1933). Posteriormente estas valiosas peças de arte, seriam doadas ao Metropolitan Museum of Art de Nova Iorque. Hoje elas fazem parte das coleções de dois departamentos de arte francesa: a do século XVIII, e a do de arte medieval.